# Lejkowo, Tỉnh West Pomeranian

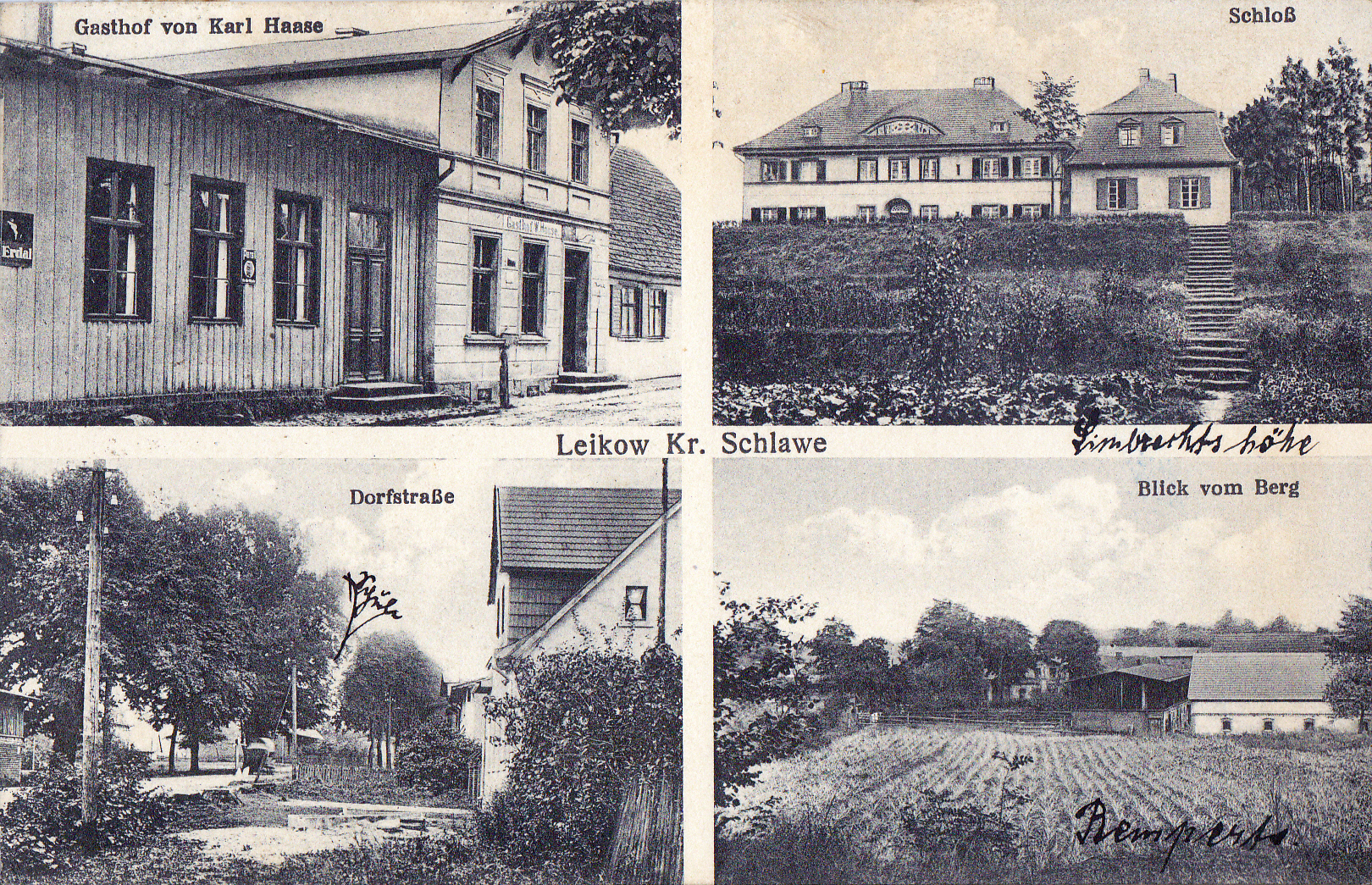
Lejkowo (tiếng Đức: Leikow), bưu thiếp được gửi vào ngày 21 tháng 5 năm 1928. Từ đầu: Nhà trọ Karl Hasse; Trường học; Đường làng; Nhìn từ ngọn đồi gần đó. Nhà xuất bản: Bức ảnh Georg Schier.

Lejkowo [lɛi̯ˈkɔvɔ] (trước đây là Leikow của Đức) là một ngôi làng thuộc khu hành chính của Gmina Malechowo, thuộc hạt Sławno, West Pomeranian Voivodeship, ở phía tây bắc Ba Lan. Nó nằm khoảng 9 kilômét (6 mi) phía đông nam Malechowo, 15 km (9 mi) phía tây nam Sławno và 161 km (100 mi) về phía đông bắc của thủ đô khu vực Szczecin.
Trước năm 1945, khu vực này là một phần của Đức. Đối với lịch sử của khu vực, xem Lịch sử của Pomerania.
Ngôi làng có dân số 180 người.